# مرسيدس يلنيك
ميرسيديس أدريان رامونا مانويلا يلينيك (بالألمانية: Mercédès Adrienne Ramona Manuela Jellinek) (16 أيلول/سبتمبر 1889 فيينا - 23 شباط/فبراير 1929 فيينا)، كانت ابنة الدبلوماسي ورجل الأعمال النمساوي المجري إميل يلينك وزوجته راشيل غوغمان سينروبرت. وهي معروفة لامتلاك أبيها خط السيارات المنتج من قبل شركة دايملر-موتورين-جيزيلشافت لسيارات مرسيدس المسمى باسمها، الذي كان أول طرازاته مرسيدس 35 حصان المنتج عام 1901. كما قام والدها بتعليق صورة كبيرة لها في معرض باريس للسيارات عام 1902. حتى أنه قام بتغيير اسمه قانونيًا في عام 1903 ليصير يلينك-مرسيدس وذلك بعد أن سجلت دايملر-موتورين-جيزيلشافت مرسيدس كعلامة تجارية في عام 1902. اسم مرسيدس هو اسم مسيحي إسباني يعني الرحمة.
عاشت ميرسيديس في فيينا وتزوجت مرتين. في زواجها الأول حظيت بحفل زفاف فخم عام 1909 في مدينة نيس في الريفييرا على البارون كارل فرايهر فون شلوسر. عاش الزوجان في فيينا حتى الحرب العالمية الأولى التي دمرتهما. أنجبت منه طفلان، إلفريده (مواليد 1912) وهانز-بيتر (مواليد 1916). في عام 1918 وصل الحال بميرسيديس لتسول الطعام في الشوارع. بعد ذلك بفترة قصيرة انفصلت زوجها وطفليها، وتزوجت من رودولف ليوبولد فون فايغل، وهو نحات موهوب لكن فقير، الذي توفي بعد عدة أشهر بمرض السل. عزفت الموسيقى وكانت تتمتع بصوت سوبرانو ولم تشاطر والدها شغفه بالسيارات. توفيت في فيينا بسبب سرطان العظام في عام 1929 عن عمر يناهز 39 عامًا، ودُفنت في فيينا في قبر العائلة بالقرب من جدها، الحاخام الرئيسي السابق لفيينا أرون يلينك المعروف أيضاً باسم أدولف يلينك.
في عام 1926 اندمجت شركة دايملر مع شركة بنز. وعلى الرغم من أن الشركة تم تداولها باسم دايملر بنز، إلا أنها أطلقت اسم مرسيدس بنز على سياراتها للحفاظ على علامة مرسيدس المحترمة.

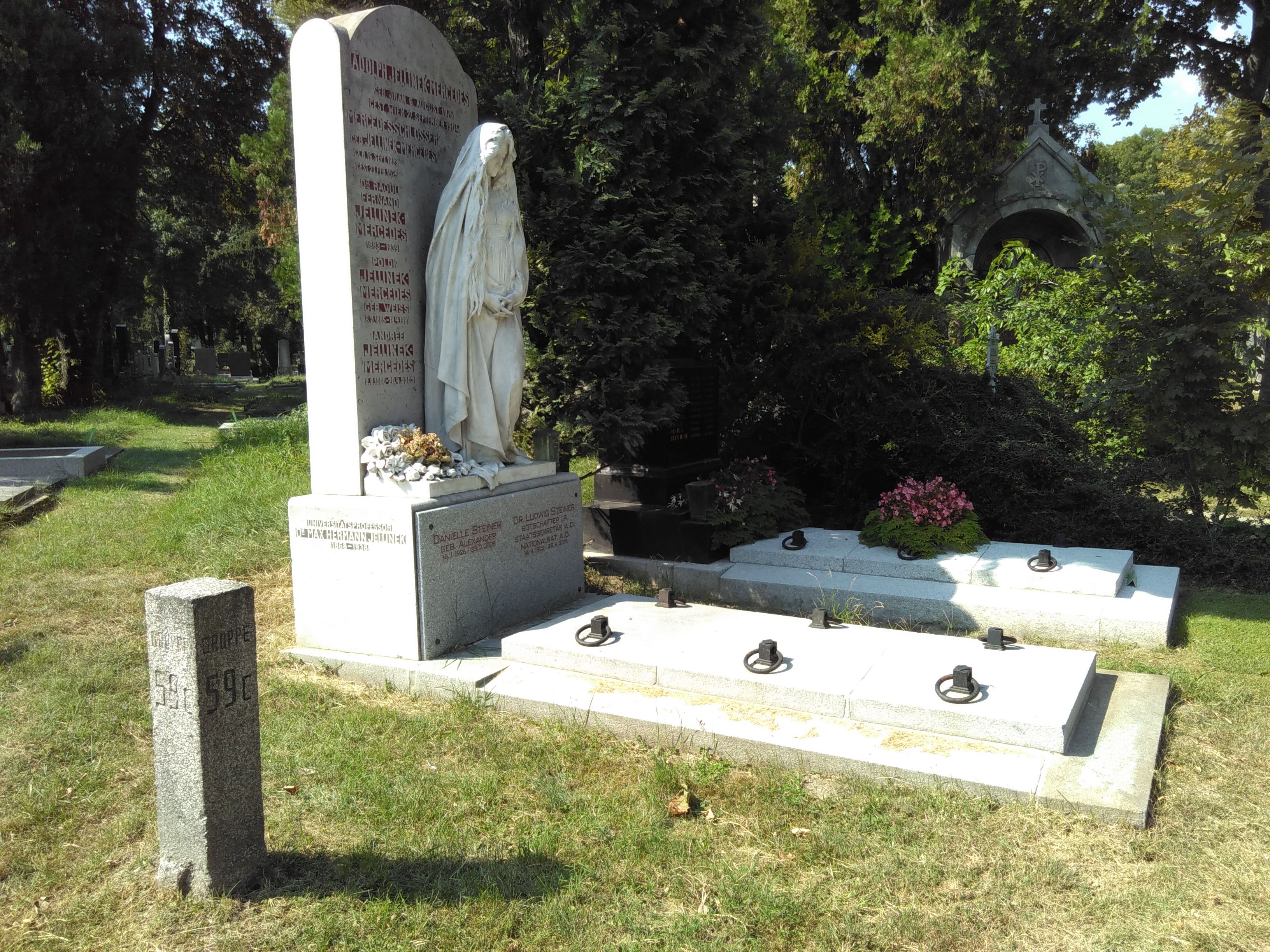
ضريح مرسيديس يلينك في مقبرة فيينا المركزية

## روابط خارجية
- ملف مرسيدس يلينك الشخصي على موقع مرسيدس بنز  نسخة محفوظة 19 سبتمبر 2014 على موقع واي باك مشين.
- متحف السيارات الدكتور كارل بنز، لادنبورغ
- بوسينغ: طفلة صغيرة أصبحت مشهورة عالمياً، الصفحة الرئيسية الخاصة على fortunecity.com